# Shinya Uehara
Shinya Uehara (上原 慎也 Uehara Shinya?, nacido el 29 de septiembre de 1986 en Okinawa) es un futbolista japonés que se desempeña como delantero.

## Trayectoria

### Clubes
| Club                       | País  | Año         |
| -------------------------- | ----- | ----------- |
| Hokkaido Consadole Sapporo | Japón | 2009 - 2017 |
| Ehime FC                   | Japón | 2018 -      |

## Estadística de carrera

### J. League
| Club                       | Año   | J. League | J. League | Copa J. League | Copa J. League | Total | Total |
| Club                       | Año   | Part.     | Goles     | Part.          | Goles          | Part. | Goles |
| -------------------------- | ----- | --------- | --------- | -------------- | -------------- | ----- | ----- |
| Consadole Sapporo          | 2009  | 25        | 3         | -              | -              | 25    | 3     |
| Consadole Sapporo          | 2010  | 9         | 0         | -              | -              | 9     | 0     |
| Consadole Sapporo          | 2011  | 25        | 2         | -              | -              | 25    | 2     |
| Consadole Sapporo          | 2012  | 11        | 3         | 2              | 0              | 13    | 3     |
| Consadole Sapporo          | 2013  | 40        | 5         | -              | -              | 40    | 5     |
| Consadole Sapporo          | 2014  | 27        | 3         | -              | -              | 27    | 3     |
| Consadole Sapporo          | 2015  | 13        | 2         | -              | -              | 13    | 2     |
| Hokkaido Consadole Sapporo | 2016  | 22        | 1         | -              | -              | 22    | 1     |
| Hokkaido Consadole Sapporo | 2017  | 4         | 0         | 7              | 2              | 11    | 2     |
| Total                      | Total | 176       | 19        | 9              | 2              | 185   | 21    |